# أرونكوس ديويكوس
أرونكوس ديويكوس، (الاسم العلمي:Aruncus dioicus), ويعرف أيضاً باسم لحية الماعز، أو لحية الظبي أو ريش العروس، هو نبات عشبي مزهر معمر من فصيلة الورديات، يوجد في أوروبا وآسيا وشرق وغرب أمريكا الشمالية، ونوع من جنس الورديات. 

## الوصف
- الأوراق متبادلة ومركبة ريشية، مع أعمدة من الزهور الريشية البيضاء أو الكريمية التي تظهر في الصيف.

- يتراوح طول هذا النوع من النبات حوالي مترين.

- تتفتح الأزهار في أواخر فصل الربيع إلى أوائل الصيف.

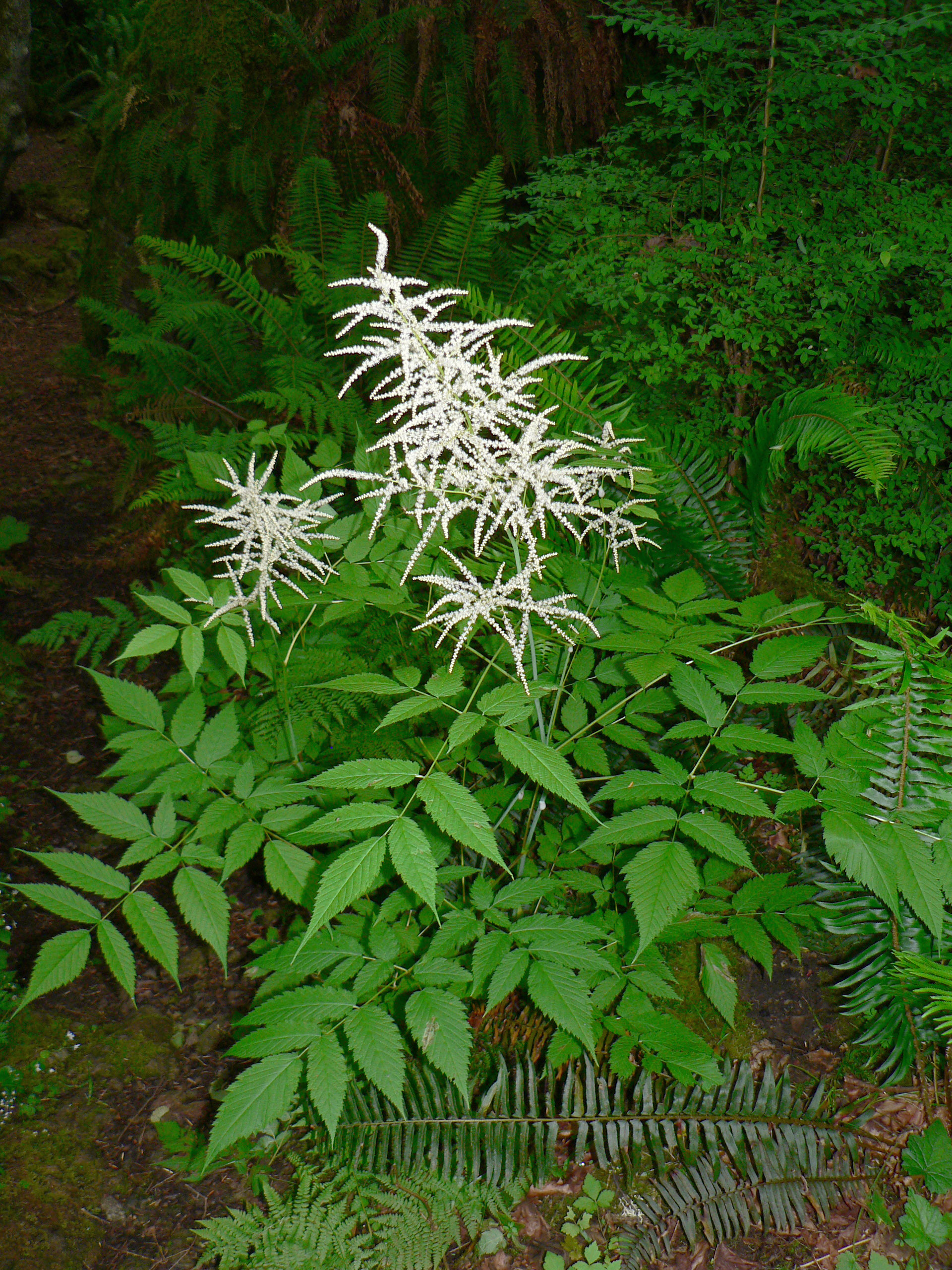
من صور أزهار النبات في فصل الربيع

- من صور أزهار النبات في فصل الربيع تظهر الأزهار المذكرة والمؤنثة على نباتات مختلفة، ترتفع سنابل الزهرة عاليًا فوق النبات، مما يزيد من بهرجة هذا النوع، تتميز النباتات ذات الزهور المذكرة بأزهار أكثر بهرجة من النباتات ذات الزهور المؤنثة. [4]

## البيئة والانتشار
- ينتشر هذا النبات في الغابات الرطبة، غالبًا على إرتفاعات أعلى، وفي جميع أنحاء المناطق المعتدلة في أوروبا وآسيا وشرق وغرب أمريكا الشمالية، وفي المملكة المتحدة.

- تفضل نبات لحية الماعز التربة الغنية بالدبال والظل أو الظل الجزئي، يمكن زراعته تحت أشعة الشمس الكاملة إذا كان يحتوي على رطوبة ثابتة.[5]

## الاستخدام
- في إيطاليا تؤكل البراعم الصغيرة، وعادة ما يتم غليها لفترة وجيزة في ماء مملوء بالأعشاب، ثم يتم طهيها مع البيض والجبن.

- يعد أحد مكونات الحساء المحلي المصنوع منزليًا والذي يعتمد على الخضر البرية والذي يسمى "بيستيك".

- استخدم الأمريكيون الأصليون في الشمال الغربي النبات طبيًا كمدر للبول، ولعلاج أمراض الدم، والجدري، والتهاب الحلق. [6]